# Autoblinda 41
Аутоблинда 40/41 (итал. Autoblinda 40/41), AB 40/41 — наиболее массовый и современный итальянский бронеавтомобиль времен Второй мировой войны .

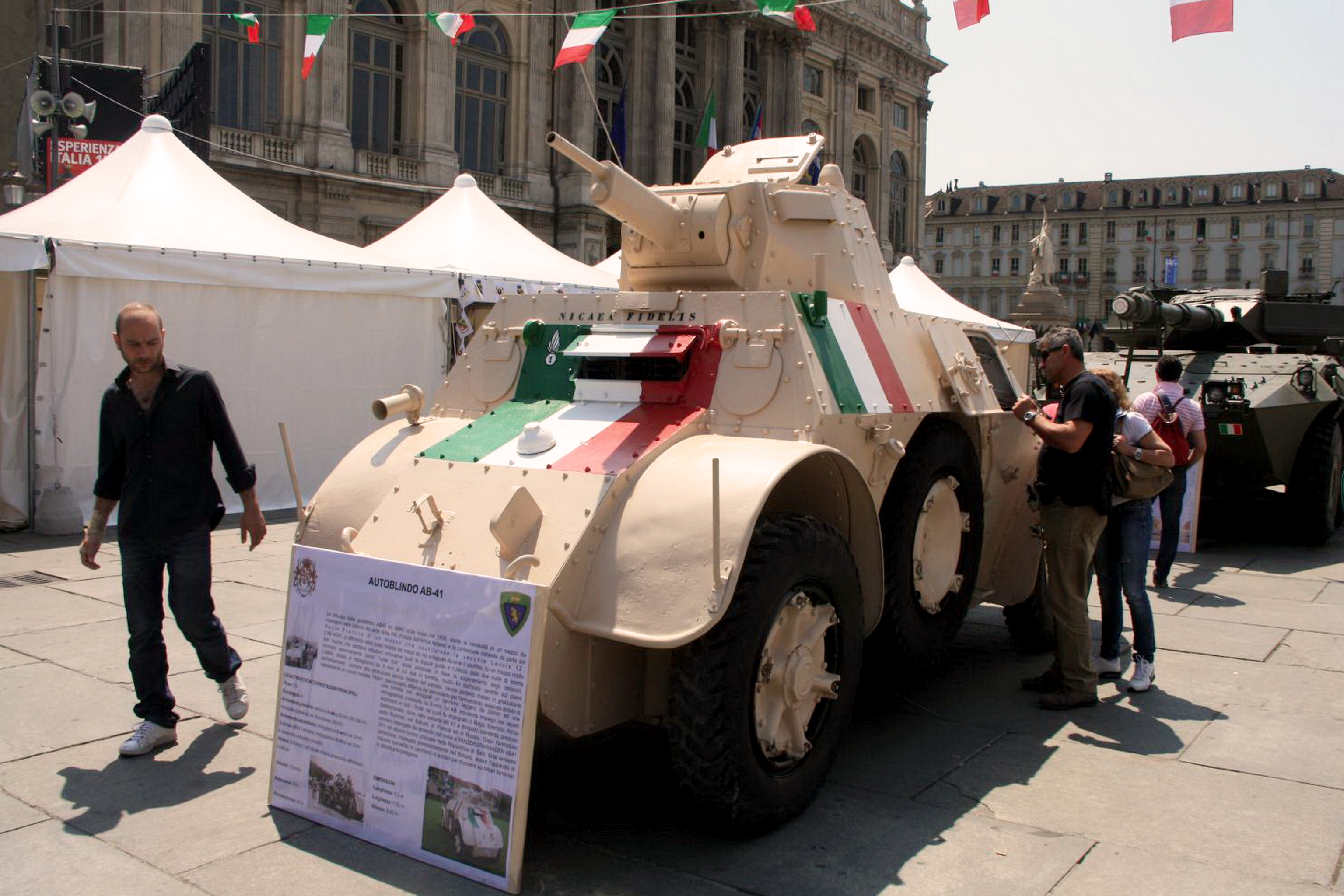
Аутоблинда 41

## История

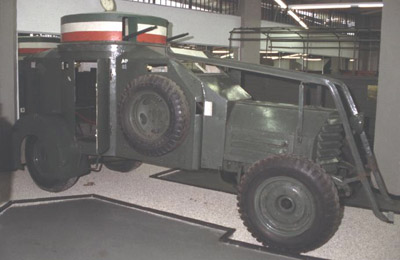
Lancia IZ

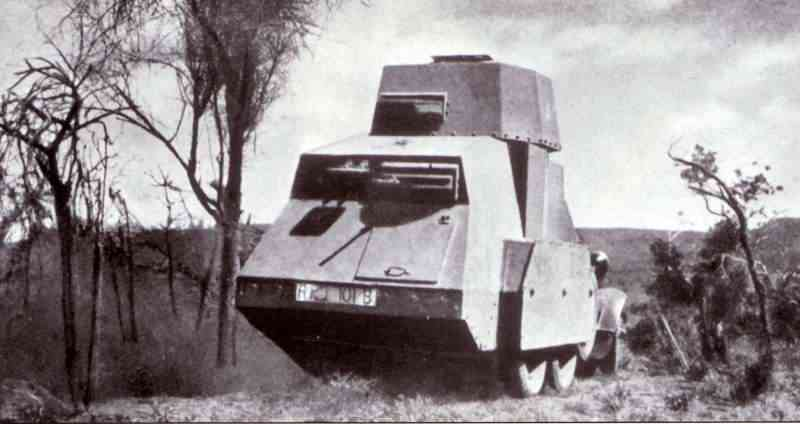
Fiat 611

В 20-30-е годы на вооружении итальянской армии состояли уже порядком устаревшие легкие бронеавтомобили Lancia IZ и Fiat-Terni Tripoli, разработанные ещё в годы Первой мировой войны, к тому же количество их было невелико. Более тяжелые бронеавтомобили FIAT 611 построенные в середине 30-х в 10 экземплярах не слишком подходили и для африканских колоний, где служили, из-за слабого двигателя (28 км/ч даже по шоссе) и, в общем устаревшей конструкции (неполноприводные с двускатными задними осями, пушка времен Первой мировой войны и/или пулеметы, сделанные по устаревшей концепции со смазкой патронов перед стрельбой и с неотьёмным малоёмким (20 патронов) магазином, снаряжаемым обоймами или по одному патрону). Армии требовался современный бронеавтомобиль, приспособленный для разведки и патрулирования в условиях пустыни.
Работа над ним началась в 1937 году. Весной 1939 года были построены три прототипа: два для армии и один для колониальной полиции. Был принят на вооружение в марте 1940 года. У первой версии AB 40 было только пулемётное вооружение из 3-х 8-мм пулемётов Breda Mod. 38 — спарки двух в небольшой башне и третьего в задней части боевого отделения в сферической установке, углы возвышения −7 +14° и горизонтального обстрела ±14°, его прицел с полем зрения 20° и увеличением 1×. В серийное производство был запущен только в феврале 1941 года. Всего собрали 24 единицы; впоследствии все они были переделаны в АВ 41.
Весной 1941 года на серийный АВ 40 была установлена башня от легкого танка L6-40. Так на свет появился АВ 41. Выпущено 600 машин.
В 1941 году выпустили 250 таких машин, в 1942 — 302, по июль 1943 — 72. Общий выпуск составил 624 АВ 40 и АВ 41.

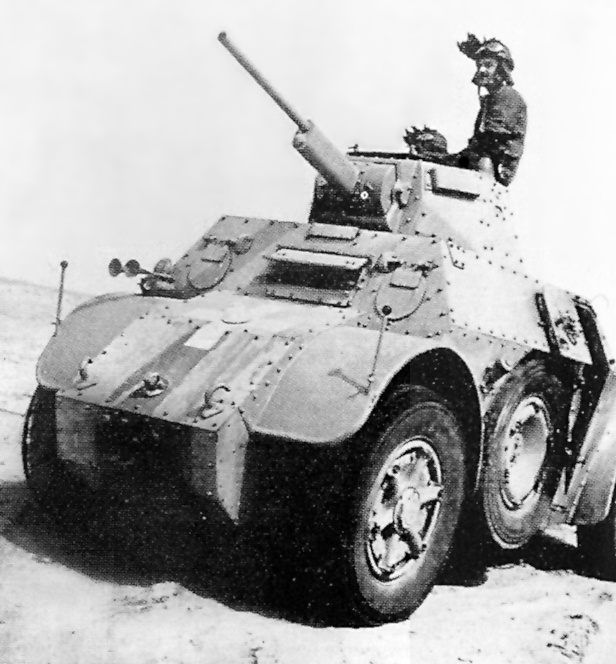
В Африке. 1941

Во время Второй мировой войны бронемашины находились на вооружении итальянской армии и колониальной полиции (Polizia dell’Africa Italiana), в 1941—1943 гг. они активно использовались в боях в Северной Африке и на открытых пространствах пустынь зарекомендовали себя положительно. Бронеавтомобили AB 41 использовались в незначительных количествах итальянскими войсками и в войне против СССР в 1942 — 43 годах.
Также их использовали в Италии и на Балканах. Ограниченное их количество применяли до конца войны.

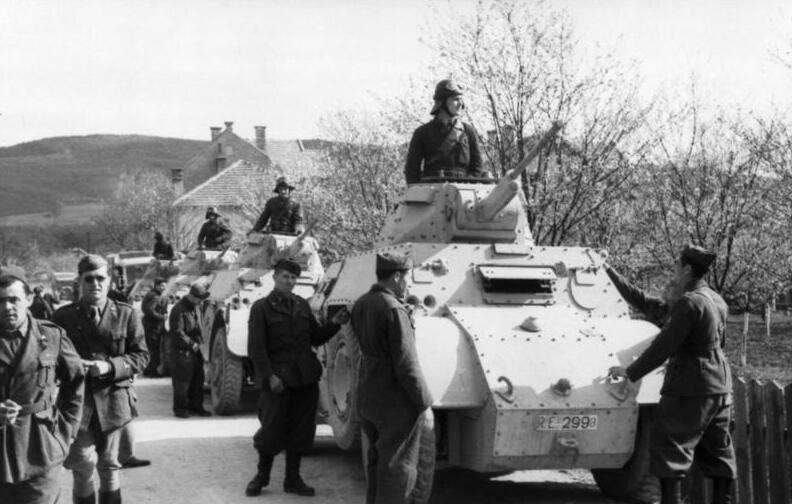
Балканы

В соответствии с программой помощи союзникам по блоку, германское командование передало 8 АВ 41 для разведывательной роты 1-й танковой дивизии «Великая Румыния», которая с июля 1944 года сражалась против Красной Армии в Молдавии, а затем уже вместе с ней против вермахта.
15 АВ 41 в августе 1944 года получила Венгрия. Все они уничтожены советскими войсками.
37 машин, доставшихся немецким войскам после оккупации ими северной части Италии, получили обозначение Pz.Sp.Wg. AB41 201(i). Тогда же производство возобновилось уже под немецким контролем. В 1944 году было сделано 23 АВ 41.

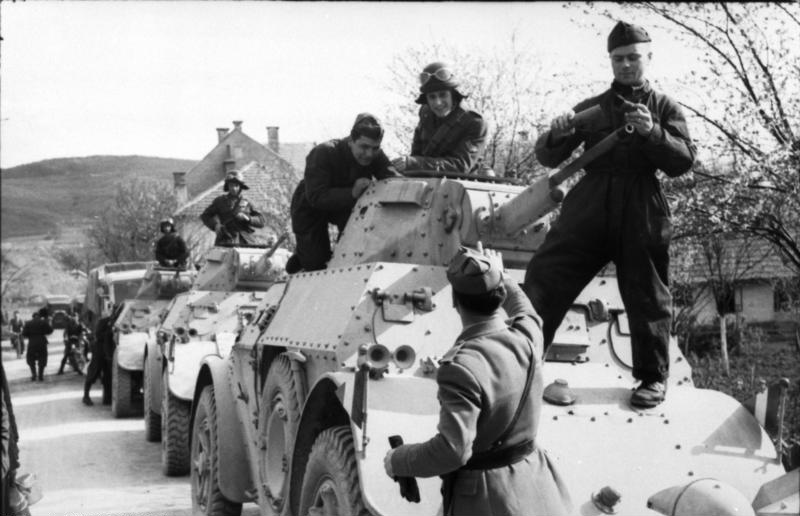
Балканы

После окончания Второй мировой войны оставшиеся исправные «аутоблинды»  использовались в частях итальянских карабинеров и в греческой армии, которой бронеавтомобили переданы по репарациям в 1948—1949 годах.

## Описание

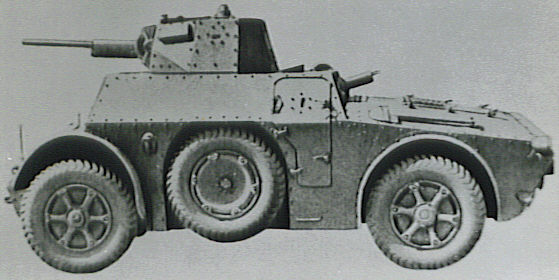
AB 41

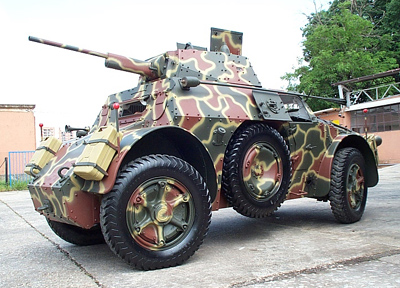
Видна антенна

Полноприводная бронемашина с возможностью движения вперед и назад практически с одинаковыми скоростями, с несущим бронекорпусом и односкатными 24-дюймовыми колёсами создана на базе двухосного тягача Fiat-SPA TM40. Эти бронеавтомобили имели заднемоторную компоновку и два поста управления впереди и сзади, все его колеса были управляемыми для лучшей маневренности. Поскольку они создавались для разведки и патрулирования, их бронирование было относительно легким. Изначально создавался в двух вариантах — как бронеавтомобиль для итальянских «подвижных» и кавалерийских дивизий и как машина для колониальной и полицейской службы. Машина могла быть приспособлена к использованию в пустыне, для чего на неё устанавливали специальные песчаные шины.
Средства связи — радиостанция RF.3M или RF.1CA (RF.3M — коротковолновая средней мощности с дальностью связи до 200 км; RF.1CA — ультракоротковолновая малой мощности, устанавливалась на бронеавтомобили (и танки) танковых частей, могла вести связь в диапазоне немецких танков при совместном применении и в Северной Африке).

## Варианты и модификации
- AB 39 — первый предсерийный прототип, представленный Муссолини 15 мая 1939 года;
- AB 40 («Аутоблинда-40»)[5] — первый серийный вариант, производство которого началось в марте 1940 года. В качестве вооружения имел три 8-мм пулемёта Breda Mod. 38 (два в башне и один в корпусе). Выпущено 160;[3]
- AB 41 («Аутоблинда-41») — второй серийный вариант, производство начато в мае 1941 года. Установлена башня от лёгкого танка L6/40 с 20-мм орудием Breda 20/65 Mod. 1935 со спаренным пулемётом Breda Mod. 38[5]. До мая 1943 года выпущено 557;[3][1]
- AB 41 Ferroviaria — «железнодорожный» вариант AB 41, с металлическими колёсами для движения по рельсам. Выпущено 20 шт.[8]

## Страны-эксплуатанты
- Италия[9][5][1][3]
- Нацистская Германия[3][1][9][5] — использовались под наименованием Panzerspähwagen AB41 201(i)[10]
- Югославия — некоторое количество AB-41 захватили и использовали в боях партизаны НОАЮ[3][9]